# Chiara Consolini
Pour les articles homonymes, voir Consolini.
Chiara Consolini, née le 20 mai 1988 à Peschiera del Garda (province de Vérone, Italie), est une joueuse italienne de basket-ball.

## Biographie
Elle est membre de l'équipe italienne de basket-ball à trois qui dispute les Jeux olympiques de Tokyo 2020 reportés en 2021.